# Покушение на Имрана Хана
3 ноября 2022 года Имран Хан, бывший премьер-министр Пакистана и председатель политической партии Пакистан Техрик-и-Инсаф (PTI), был ранен в голень, что, по словам его помощников, было «явной попыткой убийства» во время марша против правительства. Когда Хан и его сторонники находились в Вазирабаде, боевик открыл огонь, ранив Хана и ряд других лидеров PTI.

## Предыстория

### Отставка Имрана Хана
Политический кризис начался в Пакистане в 2022 году, когда оппозиционное Пакистанское демократическое движение внесло вотум недоверия Имрану Хану. Это стало следствием конституционного кризиса, начавшегося после роспуска президентом Арифом Алви по рекомендации Хана парламента страны. Верховный суд восстановил парламент, и Хану был вынесен вотум недоверия, его сменил нынешний премьер-министр Шехбаз Шариф.
Хан связал свою отставку с «американским заговором», назвав нынешнюю администрацию «импортированным правительством».

### Азади Марш-II
Марш Азади-II 2022 года — это марш на Исламабад из Лахора, который начался 28 октября 2022 года и проводится Ханом и его сторонниками в знак протеста против отказа правительства провести досрочные выборы.

## Стрельба

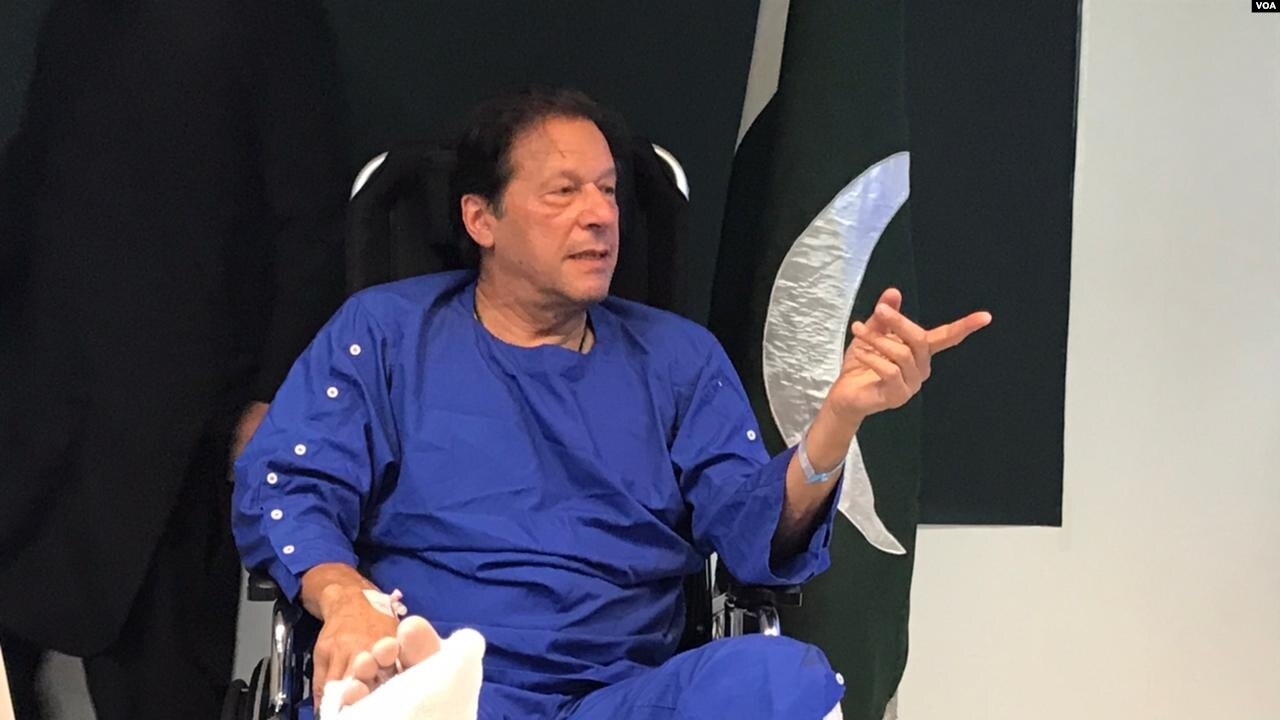
Раненый Имран Хан в госпитале, 3 ноября 2022

3 ноября во время выступления Хана перед его сторонниками неизвестные вооружённые люди открыли огонь по грузовику Хана с контейнером. По словам помощника Хана, по грузовику стреляли шесть раз. Сторонник Хана по имени Ибтисам попытался остановить стрелка, который промахнулся и вскоре был арестован. Ещё один сторонник был застрелен при попытке схватить стрелка.
Хан был ранен в голень и отправлен в больницу, где в настоящее время проходит лечение. Его врач Фейсал Султан сказал, что рентгеновские снимки и сканирование показали, что фрагменты пуль застряли в ногах Хана и что диагностирован перелом правой берцовой кости. Лидер PTI сообщил, что его состояние стабильно.
В общей сложности ранения получили, включая Имрана Хана и сенатора Фейсала Джаведа Хана, девять человек, один погиб.

## Нападавший
Полиция Пакистана арестовала стрелка, стрелявшего в Имрана Хана, по имени Фейсал Батт. На видео Батт сказал, что он стрелял в Хана, поскольку тот «распространял ненависть, вводя людей в заблуждение». Батт подтвердил, что собирался застрелить Имрана Хана, и сказал, что бывший премьер-министр был его единственной целью и что он действовал по собственной инициативе.

## Заявление Хана
Члены PTI Асад Умар и Миан Аслам опубликовали заявление якобы от имени Имрана Хана: тот считает организаторами покушения троих человек — Шахбаза Шарифа, Рану Санауллу и генерала-майора Фейсала. Он заявил, что выдвигает эти обвинения на основании полученной им информации.